# 牡丹江省 (滿洲國)
牡丹江省是歷史上滿洲國建立的一個省份，省會牡丹江市。1945年取消，在今日黑龍江省東南部。
1937年7月1日，滿州國調整行政區劃，將濱江省東南部的寧安、穆棱、東寧、密山、虎林5縣和新設置的牡丹江市劃為牡丹江省，共轄1市、5縣，省會牡丹江市。1939年6月，增設綏陽縣；將密山、虎林2縣劃歸新設之東安省。是時，全省共1市、4縣。據1940年10月統計，全省總面積32948平方公里，人口68.8萬人。1943年10月1日，將牡丹江省併入東滿總省。1945年5月28日，撤銷東滿總省，分設東滿省和間島省，將原牡丹江省和東安省合併為東滿省。
1945年抗日戰爭勝利後東北光復，從1946年4月起，先後設置綏寧省等區劃。1947年8月20日，東北行政委員會再次設置牡丹江省。1949年後劃歸黑龍江省管轄。